# Marià Serra Badell
Marià Serra Badell fou alcalde de Vic durant dos períodes, del juliol de 1931 fins al 1934 i del juliol del 1936 fins al 1938.